# Kanton Morsang-sur-Orge
Kanton Morsang-sur-Orge je francouzský kanton v departementu Essonne v regionu Île-de-France. Vznikl 24. ledna 1985.

## Složení kantonu
| Obec             | Počet obyvatel (2009) | PSČ   | INSEE       |
| ---------------- | --------------------- | ----- | ----------- |
| Fleury-Mérogis   | 9 107                 | 91700 | 91 2 31 235 |
| Morsang-sur-Orge | 20 875                | 91390 | 91 2 31 434 |